# Dreamscape (film)
Dreamscape is een Amerikaanse sciencefiction-avonturenfilm uit 1984 onder regie van Joseph Ruben.

## Verhaal
Alex Gardner is een helderziende die zijn talenten uitsluitend gebruikt voor persoonlijk gewin. Toen hij 19 jaar oud was, was Alex onderwerp van een wetenschappelijk onderzoeksproject dat zijn paranormale vermogens documenteerde, maar midden in de studie verdween hij spoorloos. Op een paardenrace komt hij in moeilijkheden met de plaatselijke gangster Snead, en om aan diens handlangers te ontsnappen, laat Alex zich 'redden' door Finch en Babcock, die zichzelf identificeren als afkomstig van een academische instelling.
In de instelling wordt Alex herenigd met zijn voormalige mentor Dr. Paul Novotny, die nu betrokken is bij door de overheid gefinancierd paranormaal onderzoek. Novotny, geholpen door collega-wetenschapper Dr. Jane DeVries, heeft een techniek ontwikkeld waarmee paranormaal begaafden vrijwillig verbinding kunnen maken met de geest van anderen door zichzelf in het onderbewustzijn te projecteren tijdens remslaap. Novotny stelt het oorspronkelijke idee voor het droomlandschapsproject gelijk aan de praktijk van de Senoi-inwoners van Maleisië, die geloven dat de droomwereld net zo echt is als de werkelijkheid.
Het project was bedoeld voor klinisch gebruik om slaapstoornissen, in het bijzonder nachtmerries, vast te stellen en te behandelen, maar het is gekaapt door Bob Blair, een machtige overheidsagent. Novotny overtuigt Alex om mee te doen aan het programma om te achterhalen of de intenties van Blair integer zijn. Alex doet ervaring op met de techniek door een man te helpen die zich zorgen maakt over de ontrouw van zijn vrouw en door een jonge jongen genaamd Buddy te behandelen, die geplaagd wordt door nachtmerries die zo verschrikkelijk zijn dat een eerdere paranormaal begaafde zijn verstand verloor toen hij hem probeerde te helpen. Buddy's nachtmerrie betreft een grote sinistere 'slangenman'.
Ondertussen worden Alex en Jane verliefd op elkaar, en uiteindelijk bedrijft hij de liefde met haar in een van haar dromen. Hij doet dit zonder technologische hulp - iets wat niemand anders ooit is gelukt. Met behulp van romanschrijver Charlie Prince, die heimelijk onderzoek doet naar het project voor een nieuw boek, ontdekt Alex dat Blair van plan is de droomkoppelingstechniek te gebruiken voor moord.
Blair vermoordt Prince en Novotny om hen het zwijgen op te leggen. De president van de Verenigde Staten wordt als patiënt opgenomen wegens terugkerende nachtmerries. Blair geeft Tommy Ray Glatman, een mentaal instabiele paranormaal begaafde die zijn eigen vader heeft vermoord, de opdracht om de nachtmerrie van de president binnen te gaan en hem te vermoorden. De regel is dat mensen die in hun dromen sterven, ook sterven in de werkelijkheid. Blair beschouwt de nachtmerries van de president over nucleaire holocaust als een teken van politieke zwakte, die hij aansprakelijk acht in de komende onderhandelingen voor nucleaire ontwapening.
Alex projecteert zichzelf in de droom van de president - een nachtmerrie van een woestenij na een nucleaire oorlog - om te proberen hem te beschermen. Na een gevecht waarbij Tommy het hart van een politieagent eruit rukt, probeert Tommy een gemuteerde menigte tegen de president op te zetten en vecht hij tegen Alex in de vorm van de slangenman uit Buddy's droom. Alex neemt de gedaante aan van Tommy's vermoorde vader om hem af te leiden, zodat de president hem met een speer kan spietsen. De president is Alex dankbaar, maar aarzelt om de confrontatie aan te gaan met Blair, die aanzienlijke politieke macht heeft. Om zichzelf en Jane te beschermen, gaat Alex Blairs droom binnen en vermoordt hem voordat Blair wraak kan nemen.
De film eindigt met Jane en Alex die aan boord gaan van een trein naar Louisville (Kentucky), met de bedoeling hun eerdere droomervaring te verwezenlijken. Ze zijn verrast om de kaartjesverzamelaar uit Jane's droom te ontmoeten, maar ze besluiten het te negeren en door te gaan.

## Rolverdeling
| Acteur              | Personage         |
| ------------------- | ----------------- |
| Dennis Quaid        | Alex Gardner      |
| Max von Sydow       | Dr. Paul Novotny  |
| Christopher Plummer | Bob Blair         |
| David Patrick Kelly | Tommy Ray Glatman |
| Kate Capshaw        | Jane DeVries      |
| George Wendt        | Charlie Prince    |
| Eddie Albert        | De president      |
| Chris Mulkey        | Gary Finch        |
| Larry Gelman        | Mr. Webber        |
| Cory Yothers        | Buddy             |
| Redmond Gleeson     | Snead             |
| Eric Gold           | Tommy Ray's vader |
| Peter Jason         | Roy Babcock       |
| Jana Taylor         | Mrs. Webber       |

## Productie
Voorafgaand aan de opnamen lobbyde Dennis Quaid hevig voor de rol van Alex Gardner; volgens producenten werd hierdoor geen enkele andere acteur overwogen. De rol van Tommy Ray Glatman werd aanvankelijk aangeboden aan Kevin Costner, maar hij sloeg deze af omdat hij geen bijrol wilde spelen. 

## Ontvangst
De film werd in Nederland destijds niet in de bioscopen vertoond, maar werd een jaar na de oorspronkelijke release op video uitgebracht.
Recensent van het Algemeen Dagblad schreef: "Dreamscape is in het genre van de fantastische film zeker niet een van de slechtste producties. Er is met vakmanschap aan gewerkt en de griezeleffecten zijn goed gedoseerd en niet zo smakeloos zoals vaker in dit soort films het geval is."